# Apamea minnecii
Apamea minnecii är en fjärilsart som beskrevs av Emilio Berio 1939. Apamea minnecii ingår i släktet Apamea och familjen nattflyn. Inga underarter finns listade i Catalogue of Life.